# نتوکراسی
نتوکراسی (Netocracy) تکواژی مرکب از اینترنت و آریستوکراسی است و به یک طبقه‌ی فرادست جهانی اطلاق می‌شود که قدرت خود را بر اساس مزیت فنّاورانه و مهارت‌های شبکه‌سازی بنا نهاده است؛ در مقایسه با بورژوازی‌ای که اهمیت خود را از دست می‌دهد.
نتوکراسی اصطلاحی بود که توسط هیئت تحریریه مجله وایرد در اوایل دهه ۱۹۹۰ ابداع شد. این مفهوم بعدها توسط الکساندر بارد و یان سودرکوئیست در کتابشان، نتوکراسی: نخبگان جدید قدرت و زندگی پس از سرمایه‌داری، انتخاب و بازتعریف شد.
مفهوم نتوکراسی با مفهوم طبقه خلاق ریچارد فلوریدا مقایسه شده است. بارد و سودرکوئیست در مقابل نتوکراسی، یک طبقه فرودست را نیز تعریف کرده‌اند که از چمدان‌واژه کانسومتاریا برای اشاره به آن استفاده می‌کنند.

## مصرف‌گرایی
الکساندر بارد یک طبقه فرودست جدید به نام کانسومتاریا، ترکیبی از مصرف‌کننده و پرولتاریا، را توصیف می‌کند که فعالیت اصلی آنها مصرف تنظیم شده از بالا است. این طبقه با دغدغه‌های شخصی خود مشغول نگه داشته می‌شود، خواسته‌هایش با استفاده از تبلیغات برانگیخته می‌شود و مشارکت فعالش به مواردی مانند انتخاب محصول و سفارشی‌سازی، کار کردن با محصولات تعاملی و انتخاب سبک زندگی محدود می‌شود.

## کاربردهای دیگر
نتوکراسی همچنین می‌تواند به «دموکراسی مبتنی بر اینترنت» اشاره داشته باشد که در آن، سیاست‌های مبتنی بر موضوع، جایگزین سیاست‌های مبتنی بر حزب خواهد شد. در این معنا، کلمه نتوکراسی به عنوان ترکیبی از اینترنت و دموکراسی (democracy) به کار می‌رود، نه به عنوان ترکیبی از اینترنت و آریستوکراسی:
- «در سیاتل، کارگران سازمان‌یافته برای گروه‌های نامنظمی که پشت سرشان جمع شده بودند، مداخله کردند و چندین هزار نفر از اعضای اتحادیه را که می‌ترسیدند تجارت آزاد، شغل‌هایشان را به خارج از کشور منتقل کند، بسیج کردند. در واشینگتن، کارگران بر لابی‌گری در کنگره بر سر مسئله تجارت چین تمرکز کردند و صندوق بین‌المللی پول و بانک جهانی را به نتوکراسی‌های موردی سپردند.»[۳]